# Hans Sommer (Bildhauer)
Hans Sommer (* 28. Oktober 1909 in Winterberg; † 9. April 2000 in Warstein)  war ein deutscher Maler und Bildhauer.

## Werk
Eine Arbeit Sommers, das Skulpturenensemble von 1969/70 Gespaltene Welt,  befindet sich im RELíGIO – Westfälisches Museum für religiöse Kultur in Telgte. Es wurde 2007 als Leihgabe auf dem Sunderner Krippenweg in Sundern gezeigt. Zu seinen weiteren Arbeiten für den kirchlichen Bereich gehören außer Krippen, für die er teils auch in Telgte mit ersten Preisen des Bischofs von Münster ausgezeichnet wurde, unter anderem das Gemälde Verkündigung der Hirten und Zug der Könige von 1972, das bei dem IV. Sunderner Krippenweg 2008/09 als Vorlage für eine Informationsbroschüre und für die Krippenwegstation „Das Größte Buch der Welt“ diente. Außerdem schnitzte er 1985 aus Lindenholz das Hochrelief Das Wunder von Bethlehem.
Im öffentlichen Raum gestaltete er 1988 in Warstein ein Brauerdenkmal. und 1993 in Winterberg ein Bronzerelief für eine Gedenkstätte am heutigen Bürger- und Stadthaus. Dort befand sich früher das Winterberger Halsgericht. Die Gedenkstätte erinnert an die dort im 16. Jahrhundert als Hexen hingerichteten Frauen.